# شیپبورن
شیپبورن (به انگلیسی: Shipbourne) یک روستا و محله مدنی در بریتانیا است که در Tonbridge and Malling واقع شده‌است. شیپبورن ۴۷۰ نفر جمعیت دارد.